# Ula splendissima
Ula (Metaula) splendissima là một loài ruồi trong họ Pediciidae. Chúng phân bố ở vùng Indomalaya.